# Andre Chenier
 André Chénier /izg. Šenje/, francoski pesnik, * 30. oktober 1762, Carigrad, Turčija, † 25. julij 1794, Pariz.
Pisal je ode in idilično poučno poezijo v klasicističnem slogu. Umrl je kot žrtev nasilja po francoski revoluciji.